# Necropoli di Is Loccis-Santus
La necropoli di Is Loccis-Santus è un sito archeologico situato nella località di Is Loccis-Santus nel comune di San Giovanni Suergiu, in Sardegna.

## Descrizione
Il sito funerario, databile al IV millennio a.C. e utilizzato fino ai primi secoli del II millennio a.C., è composto da tredici domus de janas. I reperti ritrovati all'interno delle tombe, perlopiù ceramiche ed oggetti d'ornamento, sono ascrivibili alla cultura di Ozieri, Abealzu-Filigosa, Monte Claro, del Vaso campaniforme e di Bonnanaro e sono oggi in gran parte conservati nel museo Villa Sulcis di Carbonia . Gli scavi iniziati circa trent'anni fa sono stati ripresi più volte, anche recentemente.
Sulla sommità del colle in cui è situata la necropoli è presente un nuraghe monotorre, edificato in epoca nuragica, e alcuni edifici risalenti alla seconda guerra mondiale .

## Galleria d'immagini

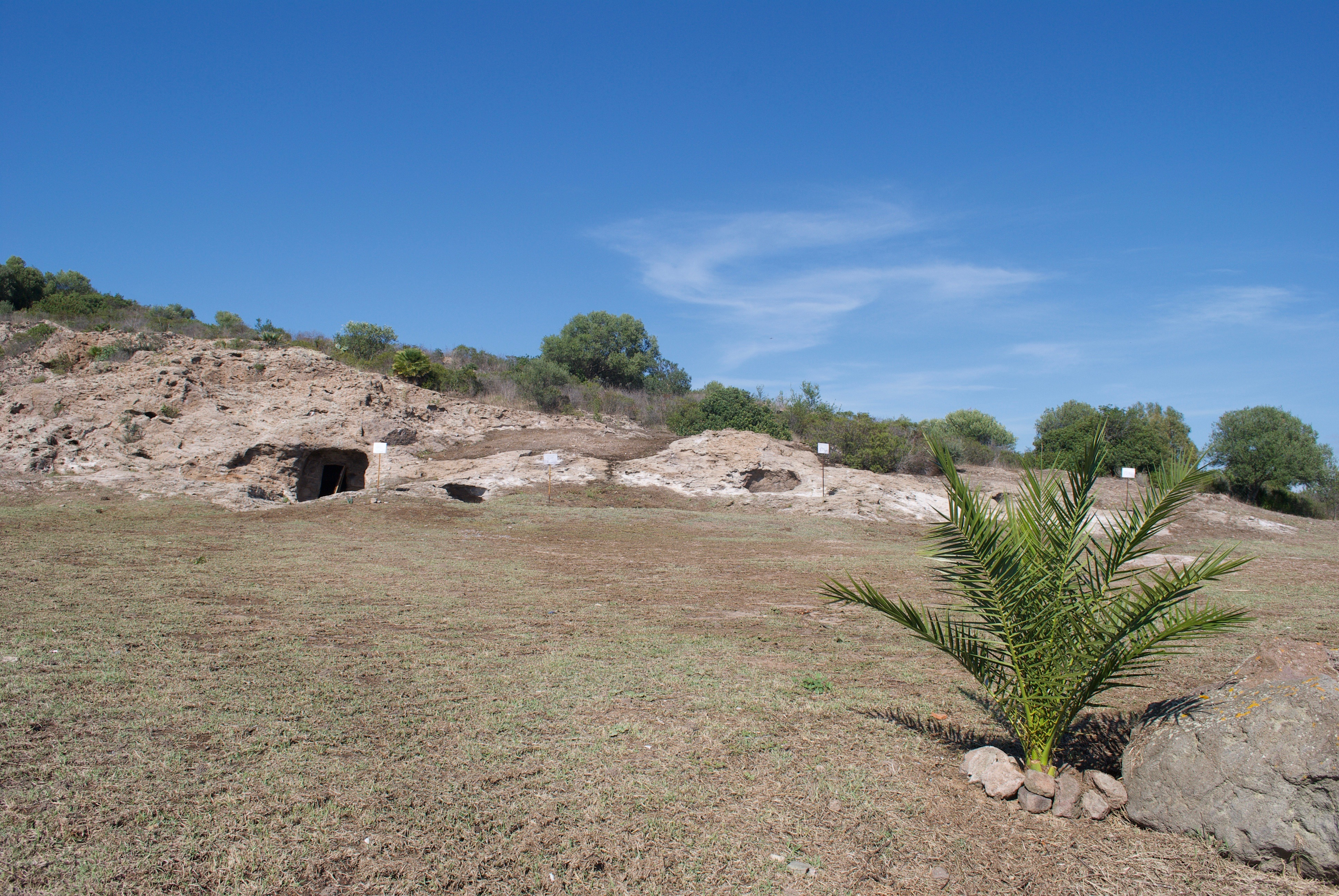
Vista della necropoli
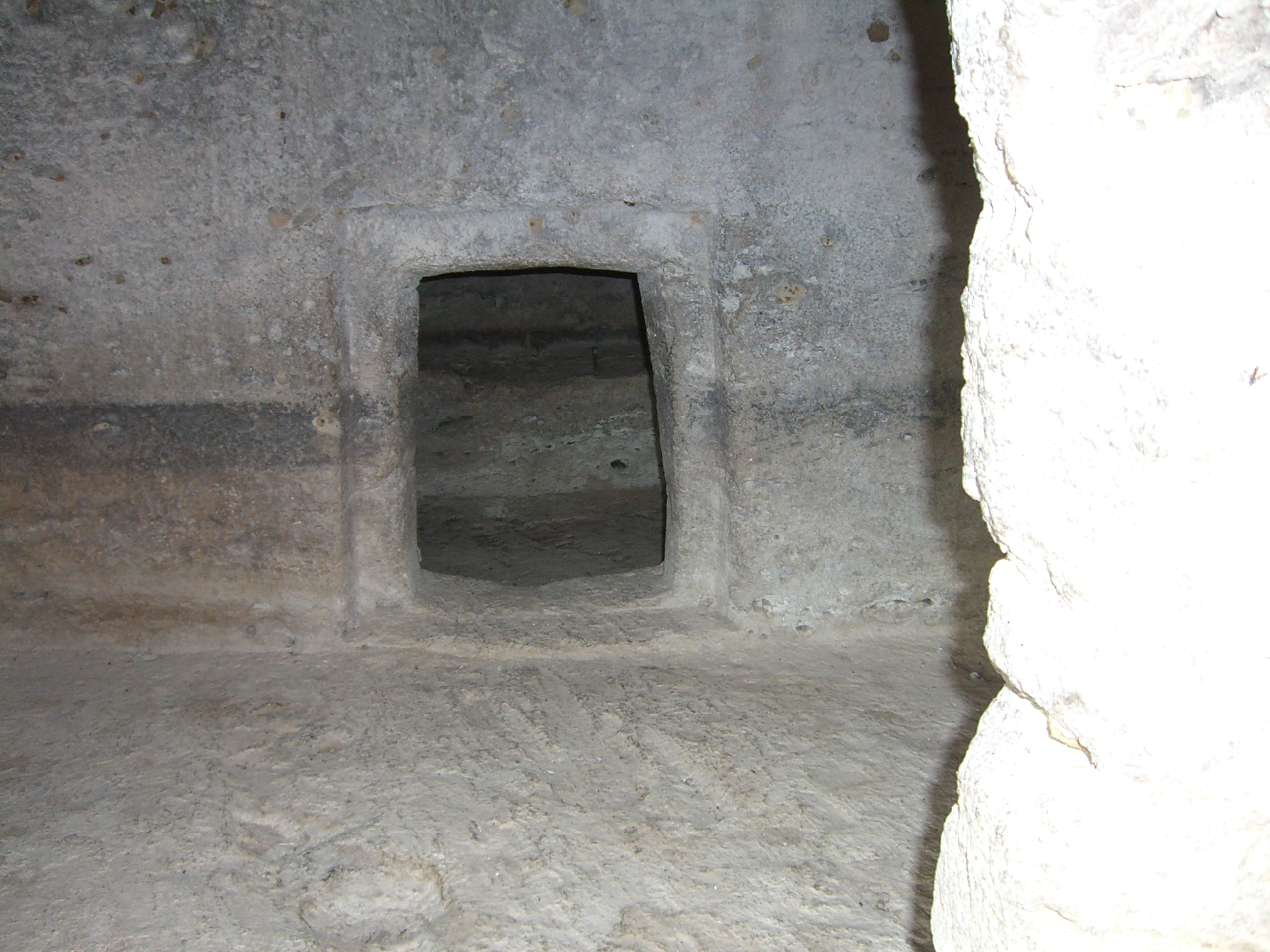
Interno domus de janas
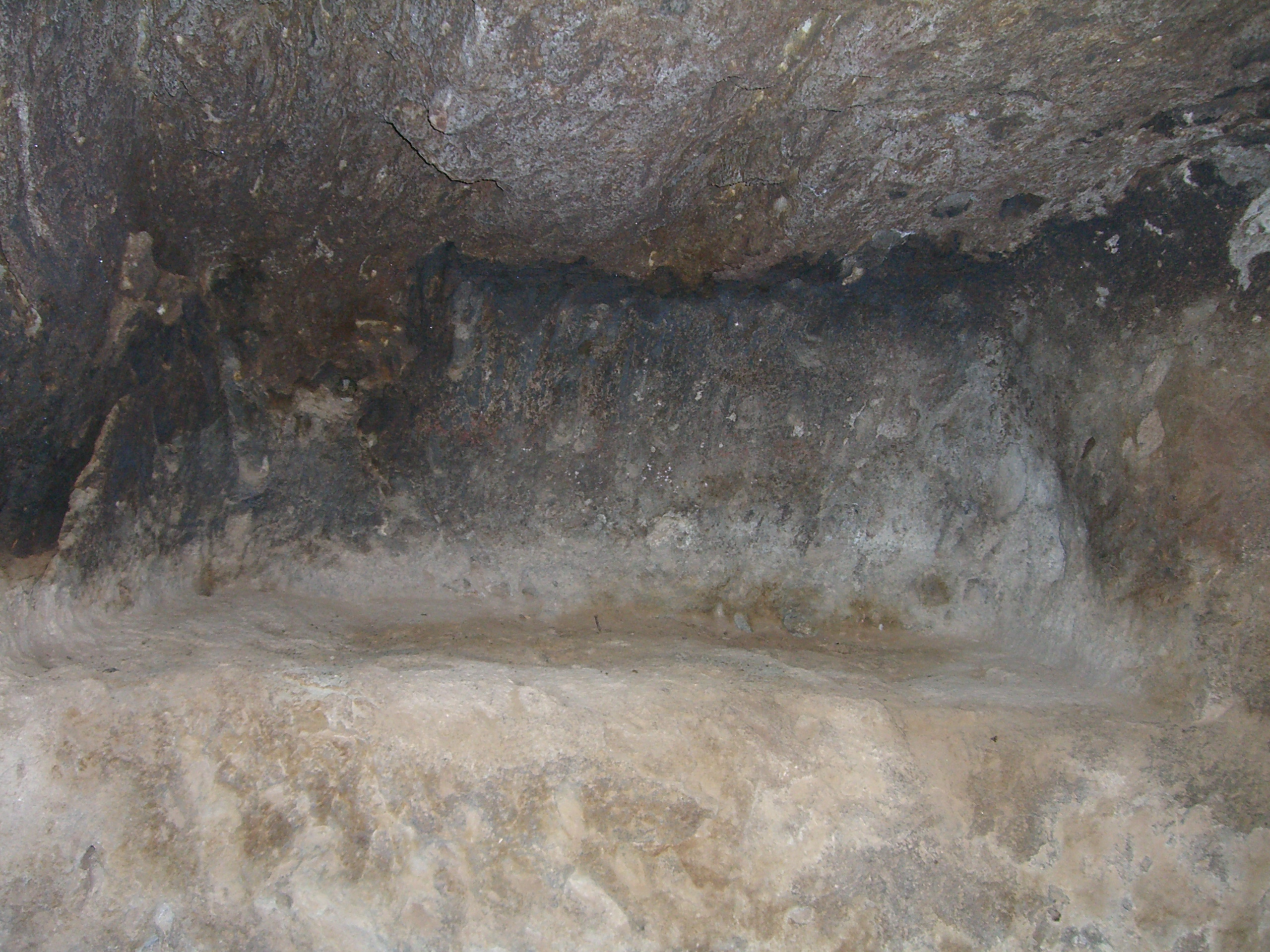
Sepolcro
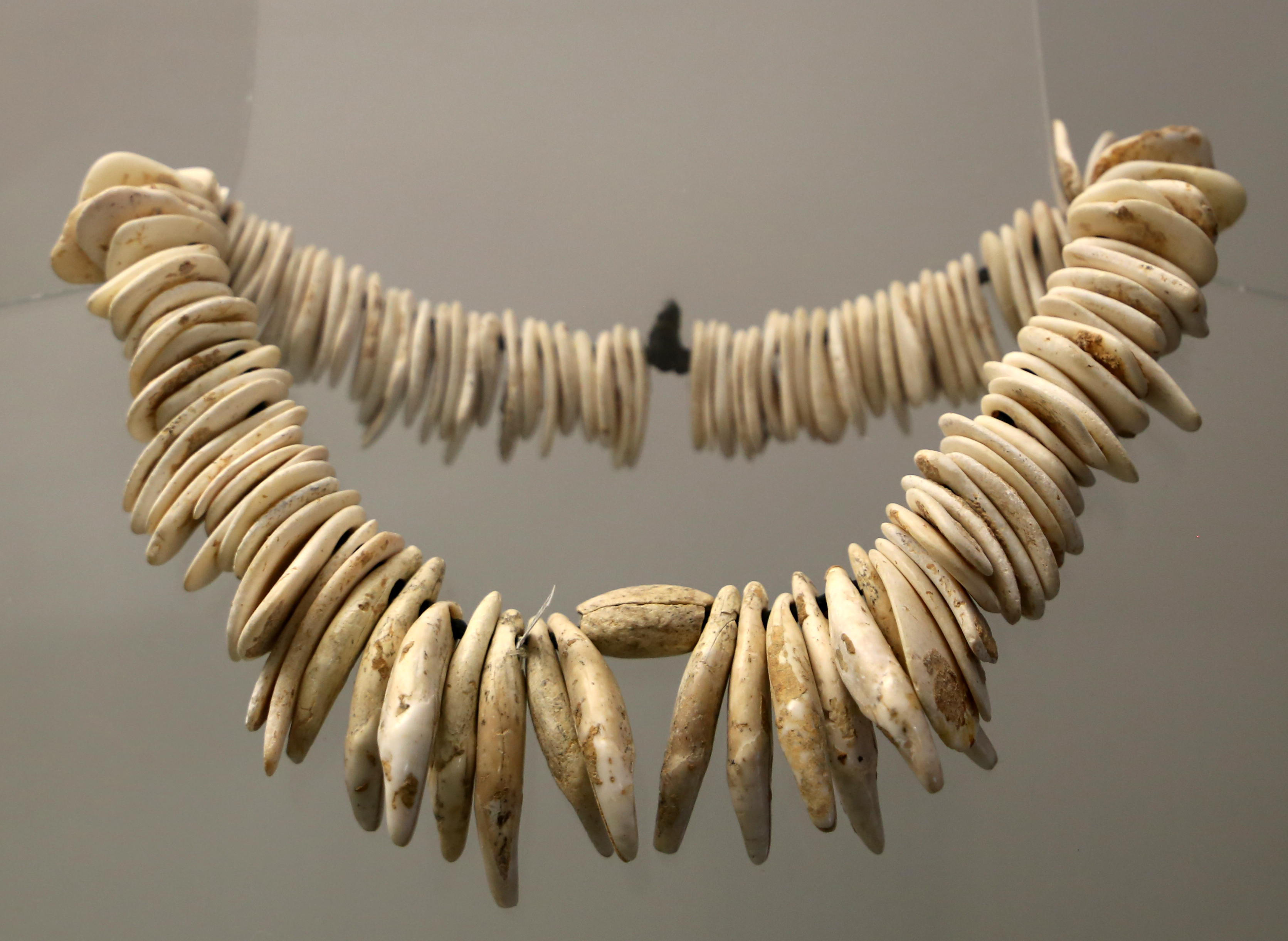
Collana in denti di animale e conchiglie, cultura del vaso campaniforme
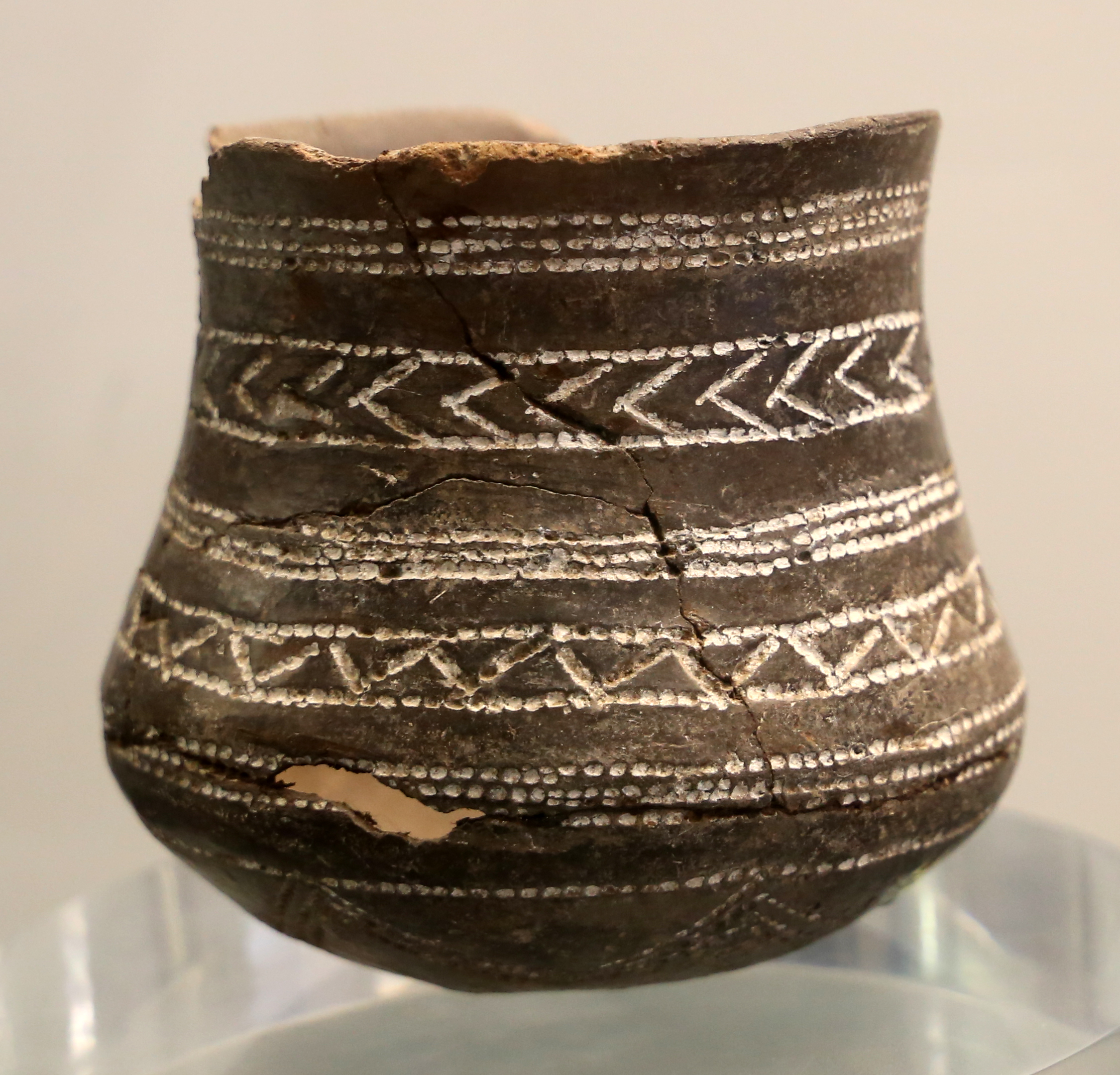
Vaso campaniforme
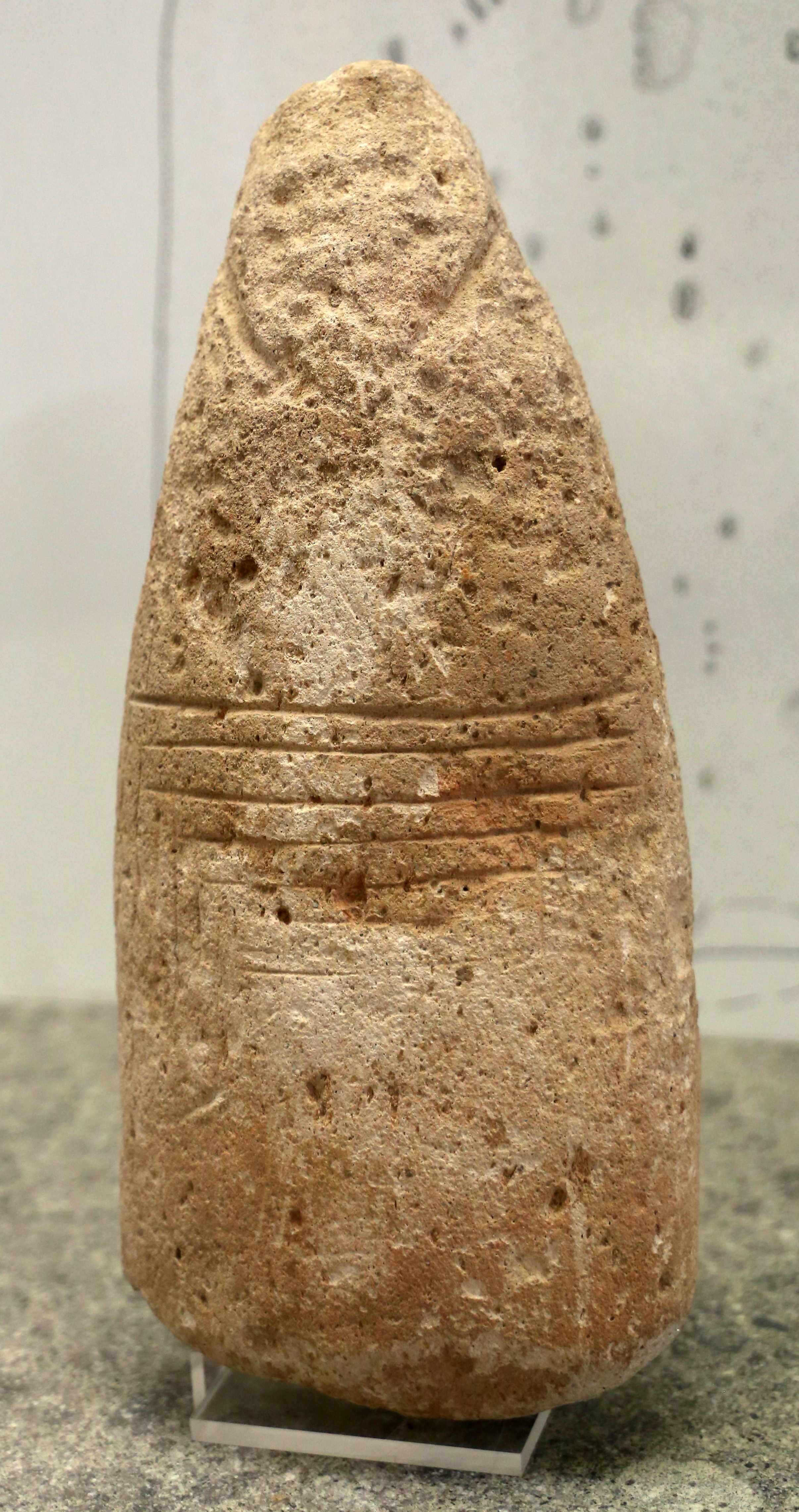
Idolo maschile, cultura di Abealzu-Filigosa